# Rathkea rubence
Rathkea rubence är en nässeldjursart som beskrevs av Nair 1951. Rathkea rubence ingår i släktet Rathkea och familjen Rathkeidae.
Artens utbredningsområde är Indiska oceanen. Inga underarter finns listade i Catalogue of Life.